# 三浦茂貴
三浦 茂貴（みうら しげき、1973年〈昭和48年〉11月28日 - ）は、日本の政治家。徳島県海部郡海陽町 第4代・第5代町長。東京農業大学卒業。

## 経歴
1991年、徳島県立海南高等学校卒業。1995年、東京農業大学卒業。海部郡PTA連合会長・海陽町観光協会副会長などを務め、2004年に旧海部町議会議員に初当選。その後、2006年、2010年、2014年の海陽町議会議員選挙で連続当選し、海陽町議会議員を3期、旧海部町議会議員時代を含めると町議会議員を4期務めた。

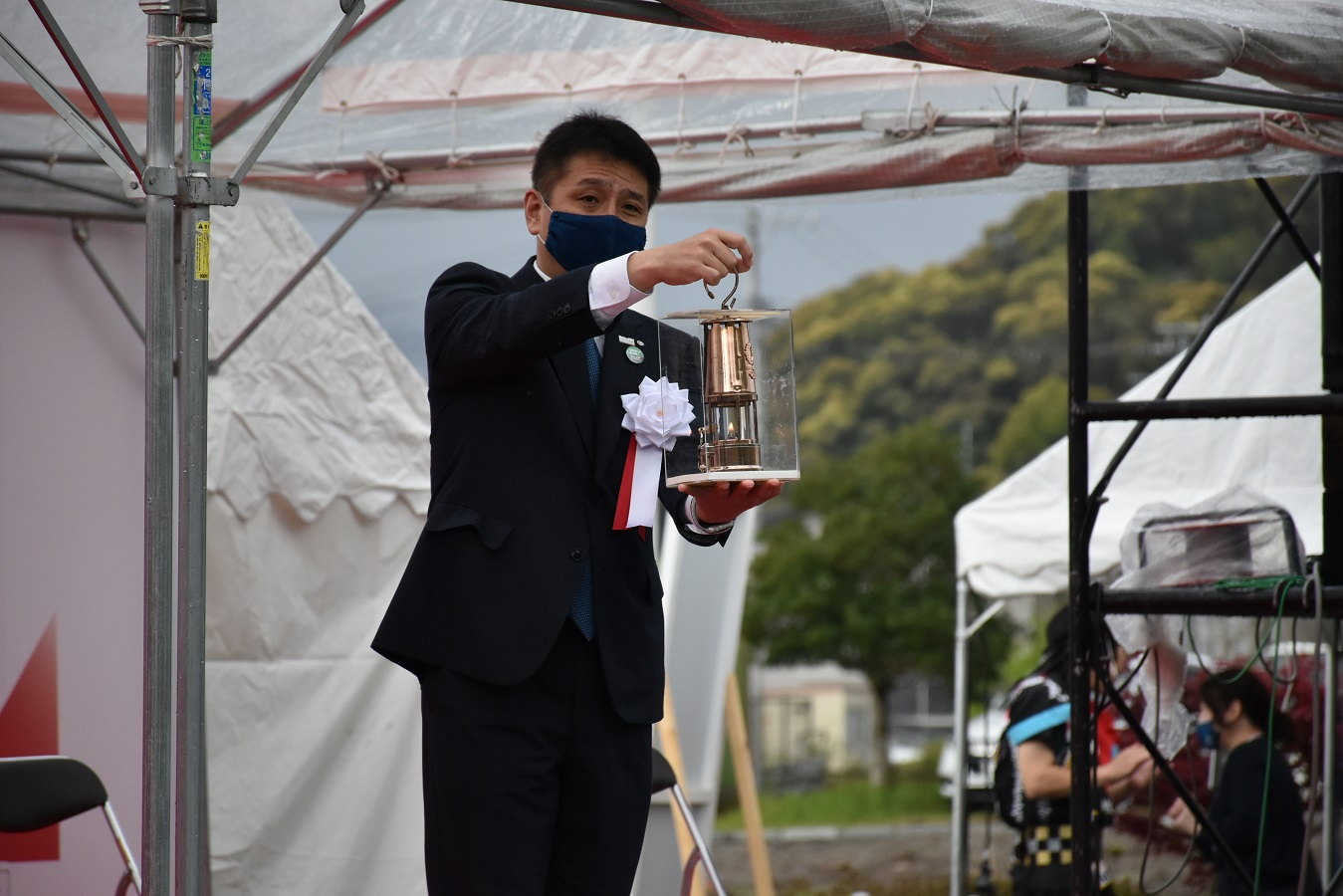
聖火リレー出発式で、聖火を灯した聖火リレーランタンを披露する三浦茂貴・海陽町長。

2018年、海陽町長選挙に無所属で出馬し、現職の前田恵を破り初当選。2022年の選挙でも新人候補を破り、現在2期目。

### 選挙歴

#### 2018年海陽町長選挙
※当日有権者数：8,307人 最終投票率：78.98%（前回比：-pts）
| 候補者名 | 年齢 | 所属党派 | 新旧別 | 得票数  | 得票率 | 推薦・支持 |
| -------- | ---- | -------- | ------ | ------- | ------ | ---------- |
| 三浦茂貴 | 44   | 無所属   | 新     | 3,615票 | 55.90% |            |
| 前田恵   | 67   | 無所属   | 現     | 2,852票 | 44.10% |            |

#### 2022年海陽町長選挙
※当日有権者数：7,685人 最終投票率：77.33%（前回比：-1.65pts）
| 候補者名 | 年齢 | 所属党派 | 新旧別 | 得票数  | 得票率 | 推薦・支持 |
| -------- | ---- | -------- | ------ | ------- | ------ | ---------- |
| 三浦茂貴 | 48   | 無所属   | 現     | 3,622票 | 61.91% |            |
| 徳岡宏一 | 65   | 無所属   | 新     | 2,228票 | 38.08% |            |

## 政策

### 海陽町長時代

#### 防災対策
- 2020年の新型コロナウイルスの蔓延に伴い、対策本部および広報会議を組織して情報発信を一元化し、学童保育の臨時開設[7]、消毒液不足のための次亜塩素酸水の配布[8]、子どもあゆみ・すくすクーポンの発行[9]を行った。高齢者向けには、高齢者生き生きクーポンの発行[9]、買い物サポート事業[10]、高齢者青空サロン事業[11]を行った[8]。地元経済対策として、県内最初に海陽町プレミアム商品券を発行し[12]、飲食店スタンプラリーを実施した[13]。
- 消防団の機能充実のため、災害画像を消防団員用のLINEを利用して収集するシステムを導入し、ドローンの活用と防災エキスパートの育成事業を開始した[14]。
- 大地震等災害時のライフラインの役割を兼ねる海部道路および海部野根道路の早期完成を目指し、2019年に海陽町多良から高知県東洋町野根間の事業が採択された[15]。
- 頻発する洪水への対策として、海部川等の河川の治水工事を推進し、善蔵川、大里川、宍喰川の治水対策を県に要望している[16]。

#### 経済政策

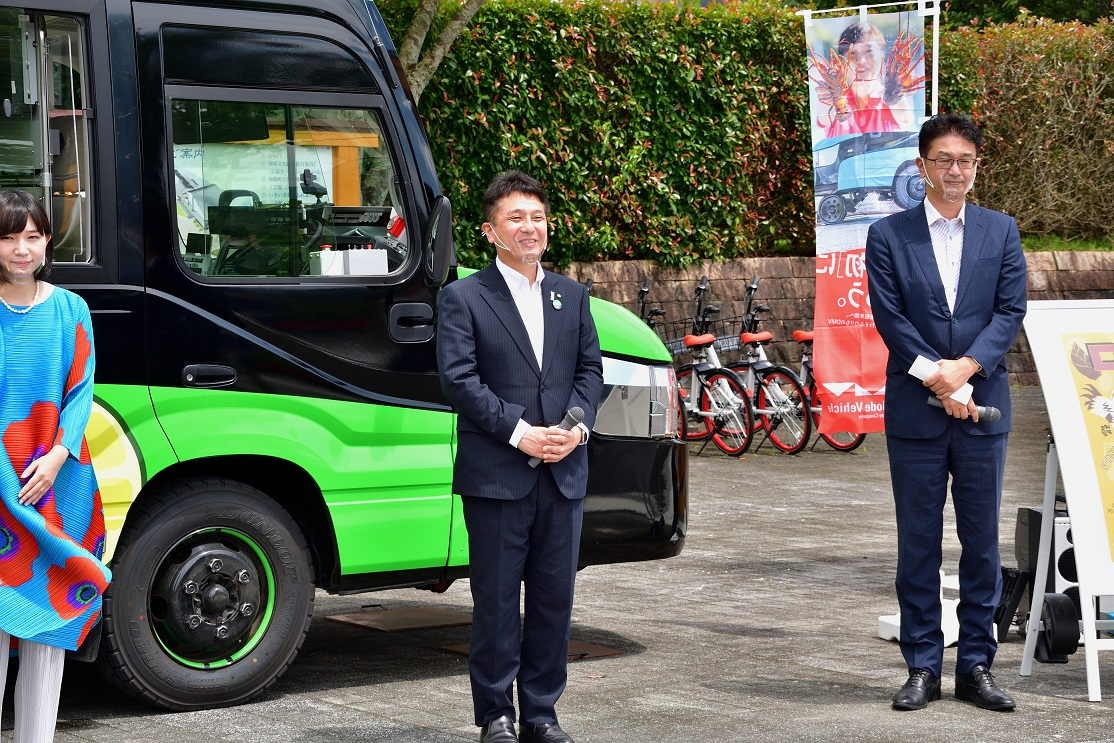
「DMVカレー」アピールイベントに出席した三浦茂貴・海陽町長。

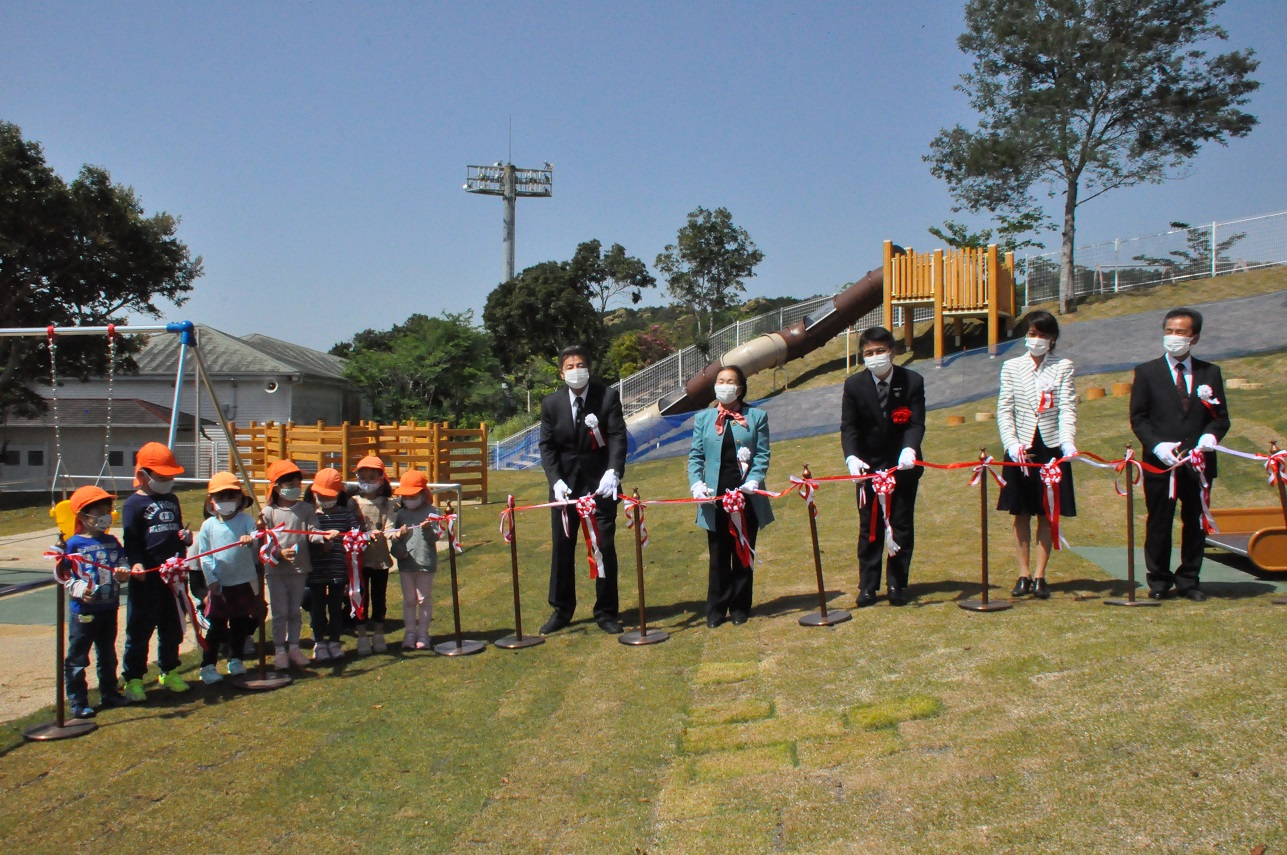
児童公園のオープニングセレモニーでテープカットをする三浦茂貴・海陽町長。

- 平成30年度にふるさと納税の目標額を1億円に設定し、実績8816万円と前年の4倍を超える納税額を達成、平成31年度は6262万円、令和2年度は9780万円と推移している[17][18]。また令和2年度には企業版ふるさと納税も約500万円に達し、合わせてグローバル教育推進や児童公園の整備などに使われた[19]。
- 海部川風流マラソンの開催資金に充てる目的で、ガバメントクラウドファンディングを実施し[20]、3年間で合計約270万円の寄付を得ている[19]。
- 町発注の工事について、電子入札システムを導入し、また工事および経済の円滑化のために発注時期の平準化と地元企業の受注を志向している[16]。
- 旧町時代に開設され経営破綻寸前であったホテルリビエラししくいや遊遊NASAなどを管理運営していた第三セクターの漁火の経営健全化のため、銀行融資と再生専門コンサルタントを入れて、平成31年度に新設された経営戦略課で経営管理する体制を取った[21]。町の宿泊・観光業をはじめとする経済の中核として、存続していく方針を取る[16]。
- 平成30年度に策定された海陽町水道事業経営戦略[22]に基づき、令和2年度から町内の水道事業統合とともに水道料金を一律化した[23]。
- 阿佐海岸鉄道で導入されるデュアル・モード・ビークル(DMV)が世界で初めて走る町として、全世界への発信を行っている[16]。

#### 教育政策
- 2021年3月に「海陽町教育大綱及び第３期海陽町教育振興計画」(令和3年度～令和7年度)を策定し、「町外に出なくても都会に負けない教育が受けられる」ことを目指している[24]。
- 令和2年度に徳島県下で最も早く町立小中学校への1人1台タブレット端末の導入を完了した[24]。文部科学省のGIGAスクール構想に基づき、県内GIGAスクール教育先進地として各小中学校が取り組んでいる[25]。
- 「海陽町の中学校を卒業すれば英語が喋れる」ことを目標にしている[16]。国の補助により外国語指導助手(ALT)を増員し、グローバルな思考やAIに負けない想像力、コミュニケーション能力の育成を目指している[26]。
- 海陽町内にある海部高校の存続と発展に向け、地元高校育成事業として[27]「県立高校ではできないような事業」に主眼を置いた補助を行っている[16]。
- 町外に転出した若者のUターンを促すため、町内に帰って就職した場合に奨学金の返済を町が肩代わりする「おかえReターン海陽・奨学金支援制度」を平成31年度から開始した[28]。
- 海陽町は町立小中学校へのエアコン整備が遅れていたが[29]、令和元年度にすべての町立小中学校にエアコン設置を完了した[16]。

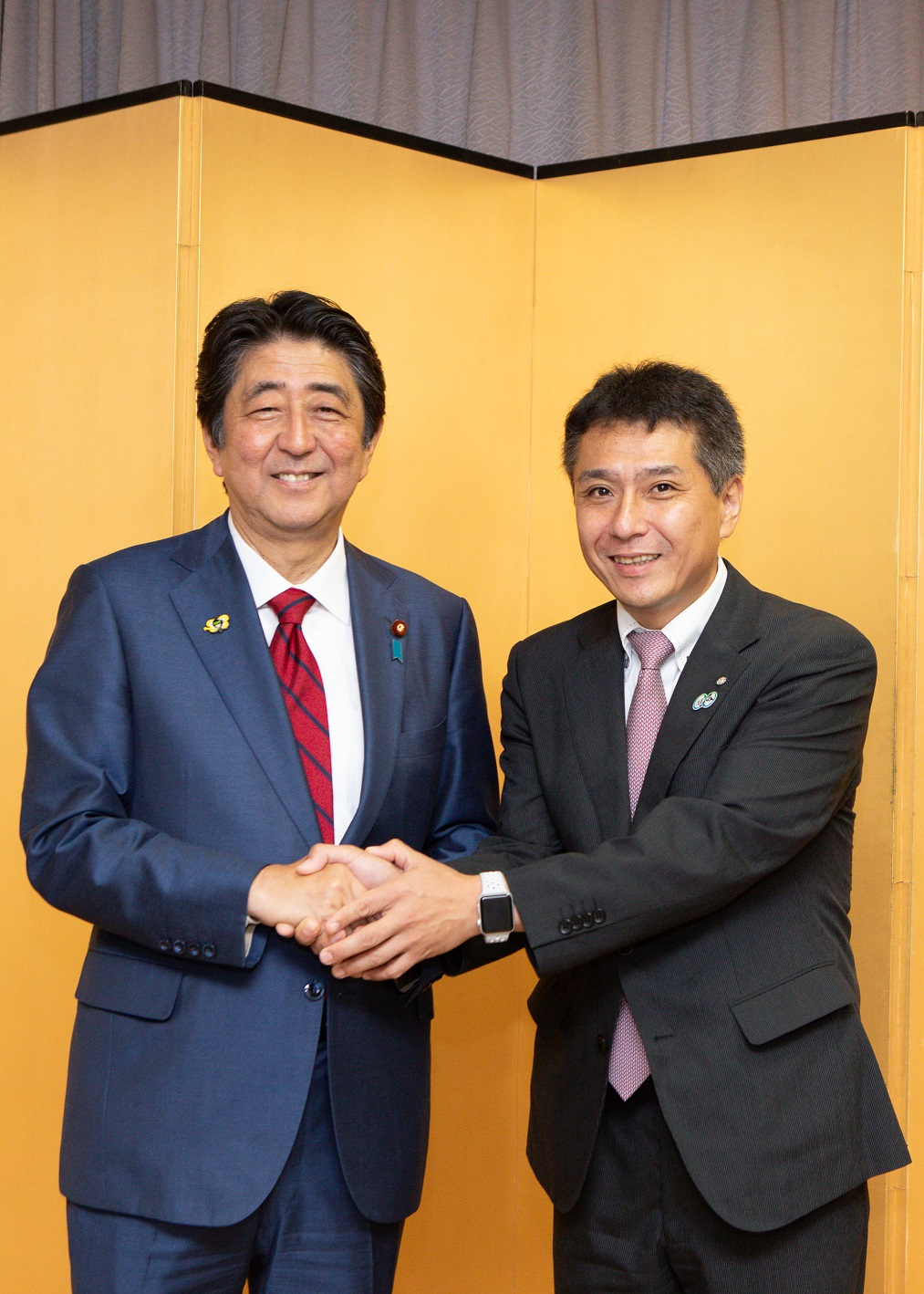
握手を交わす安倍晋三・総理大臣(当時)と三浦茂貴・海陽町長。

#### 福祉政策

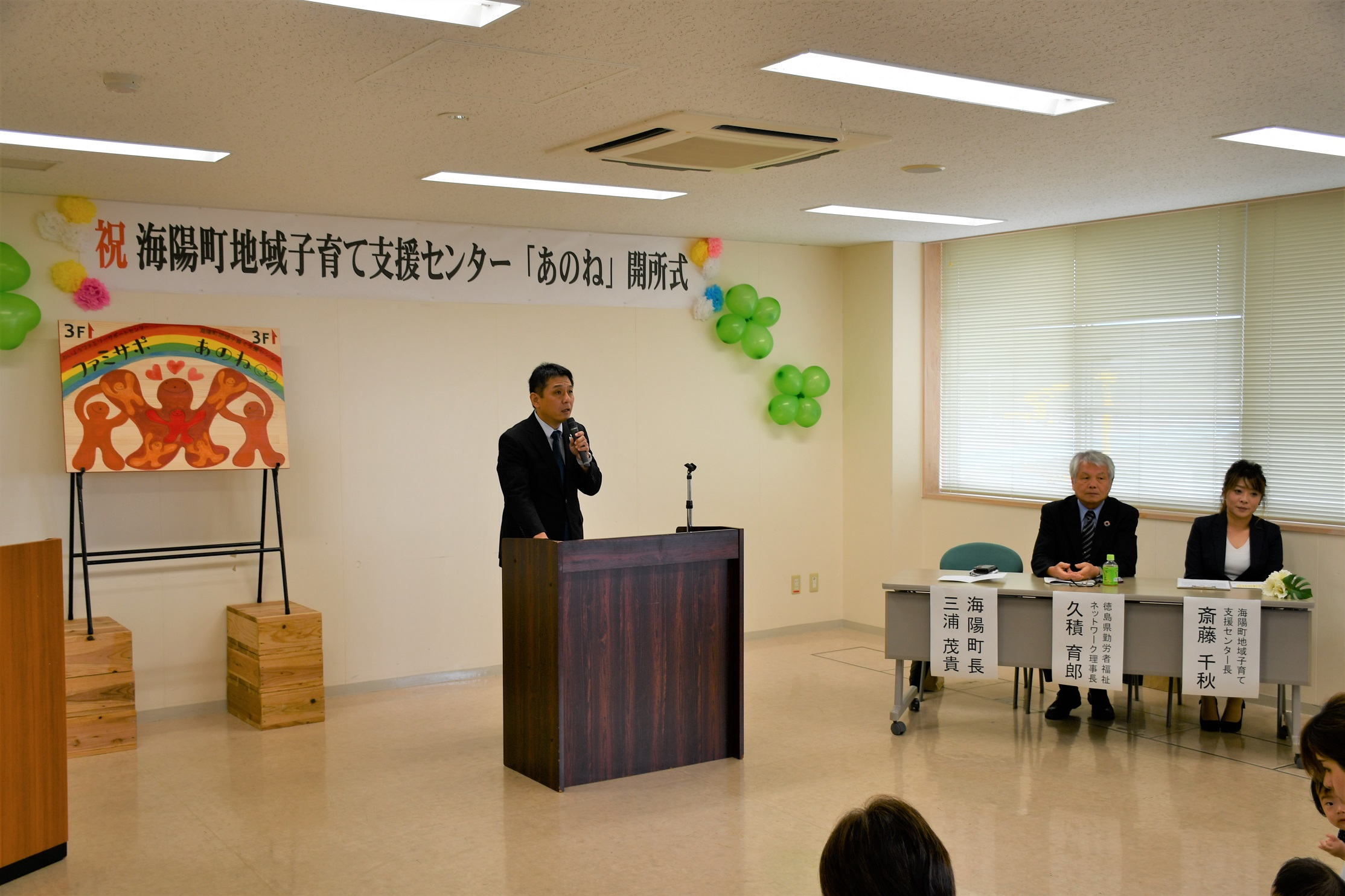
「あのね」開所式における三浦茂貴・海陽町長の挨拶。

- 赤字経営が続いている町立海南病院について、県から段階的縮小案が示されているが[30]、2017年に策定された「海南病院新改革プラン」[31]に基づき「海南病院改革検討委員会」で存続を図っている[16]。
- 新型コロナウイルス対策の一環として、高齢者の移動の便が不利とならないよう、運転免許の無い65歳以上の高齢者に配布する交通機関チケットを毎月1000円から2000円に増額した[32]。
- 人口減少で投票所が統廃合されることの対策として、2019年7月21日投票の参議院議員選挙から、ワゴン車を使った移動式の期日前投票所を導入し、山間部や僻地の高齢者が投票を妨げられないよう図った[33]。
- 子育て世代の支援を目的として、令和2年度に福祉人権課に子育て世代包括支援センター「かいよう子育て応援室・あすも」を設置し[34]、2015年に既設のファミリーサポートセンター、2019年設置の「海陽町地域子育て支援センター・あのね」と相互補完して子育てを支援する態勢を調えた[35]。

#### 行政改革
- 「行きやすい役場」「入りやすい役場」をスローガンに、公務員の接遇研修、入り口ドアの自動ドア化、3つある庁舎の緊密な連携、聴覚障がい者や外国人のためのタブレット設置、マイナンバーカード普及のための証明写真撮影機の導入などを行った[16]。
- マイナンバーカード普及を目指し、日曜相談会の開催などを行い、海陽町は利用伸び率が県内1位となった[36]。
- 特定健診の受診を町を挙げて推進し、受診率が全国7位となって町が表彰された[16]。
- 平成31年度から、役場組織および機構を大幅に改編した[37]。また令和3年度から、縦割り行政組織の中で庁内各課の横のつながりを作るために、行財政改革推進本部、みらい行政推進本部、コロナ復興・にぎわいづくり推進本部、地域医療対策推進本部を設置した。さらにその下部組織として、デジタル変革、行財政改革推進、DMV機運醸成などの各プロジェクトチームを作り、職員間の情報共有と、具体的目標に向かう組織づくりを行った[38]。
- 耐用年数を大幅に超えているごみ処理施設の更新建設を、海部郡3町で協議している[16]。

#### 観光政策

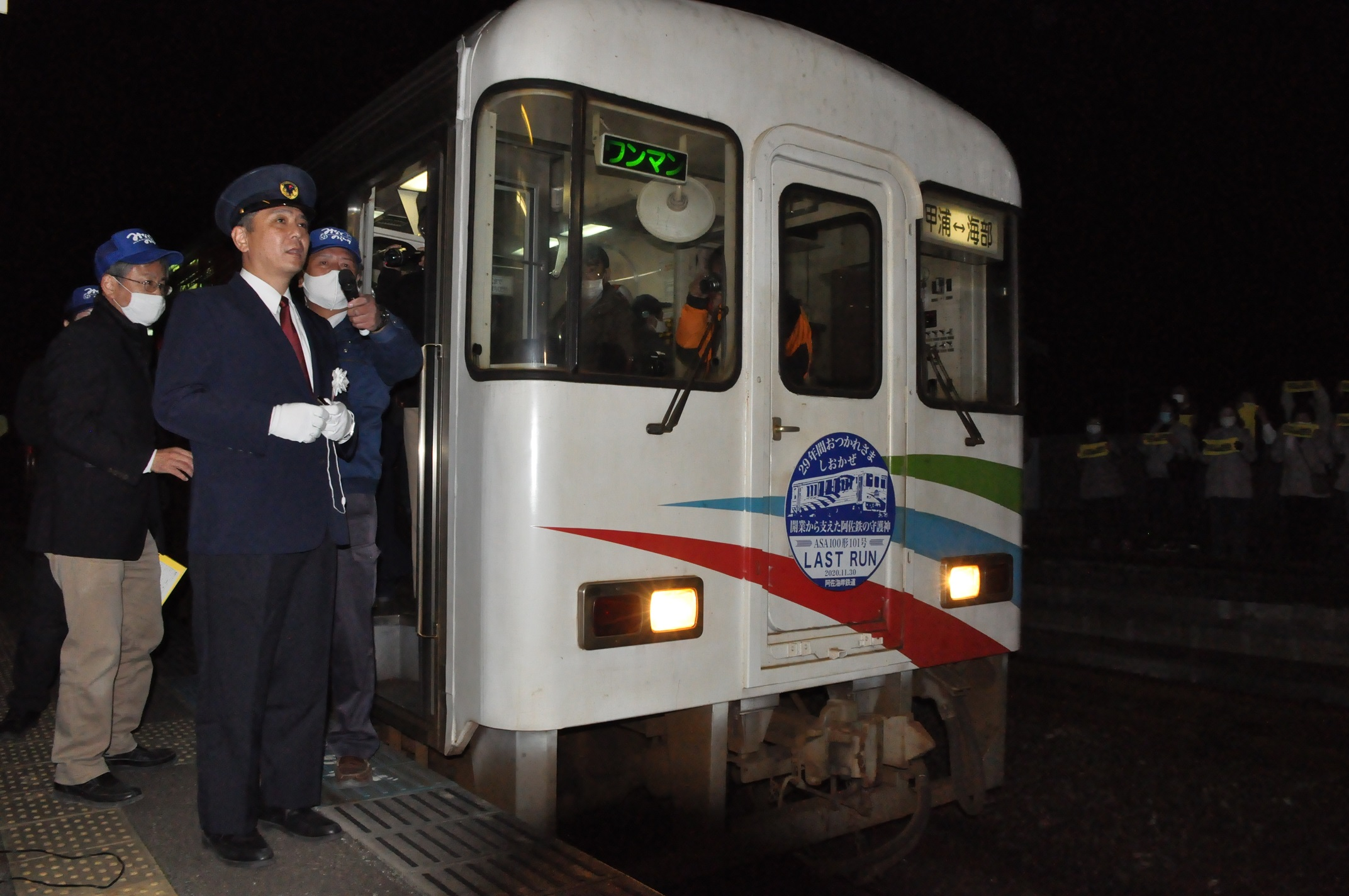
阿佐海岸鉄道「しおかぜ号」ラストランイベントで、一日駅長を務める三浦茂貴・海陽町長。

- デュアル・モード・ビークル(DMV)の発着駅となる予定の阿波海南文化村および道の駅宍喰温泉の改装を行った[39][40]。特に、道の駅宍喰温泉では老朽化していたトイレのリニューアルを国土交通省に要望し、洋式化の改修工事が行われた[41]。